# منوکلونیوس
منوکلونیوس (نام علمی: Monoclonius) نام یک سرده از تیره شاخ‌چهرگان بود که در دورهٔ کرتاسه پسین، بین ۷۴ تا ۷۷ میلیون سال پیش در آمریکای شمالی می‌زیست. منوکلونیوس یکی از نخستین شاخ‌چهره‌سانان با اندازه‌ای متوسط و یک دایناسور پرنده‌کفلان به‌شمار می‌رفت. آن‌ها طولی برابر با ۵ الی ۶ متر و وزنی بیش از ۲ تن داشتند.
منوکلونیوس جانوری گیاه‌خوار بود که به کندی بر روی چهارپا حرکت می‌کرد و از نخل، پیدازادان و دیگر گیاهان تغذیه می‌نمود. او دارای یک شاخ بلند در بالای بینی‌اش، دو شاخ کوچک‌تر درست بالای چشم‌هایش، دهانی نوک‌مانند، بدنی بزرگ و یک دمِ کلفت و کوتاه داشت. آن‌ها سری بزرگ داشتند که توسط یقه کوچک استخوانی احاطه شده بود. این یقه در نرها بزرگ‌تر از ماده‌ها بود که این تفاوت ممکن است به منظور جفت‌گیری برای نرها استفاده می‌شد. منوکلونیوس توسط دیرینه‌شناس آمریکایی، ادوارد درینکر کوپه در سال ۱۸۷۶ کشف و نام‌گذاری شد. سپس با کشف سرده شاخ‌چهره‌سان بسیار مشابهی با نام سنتروسور، سردرگمی فراوانی در آرایه‌شناسی به وجود آمد.